# محمد خاقاني أصفهاني
محمّد خاقاني أصفهاني (بالفارسية: محمد خاقانی اصفهانی) (1958) أستاذ أدیب ولغوي وشاعر إيراني ینظم بالعربية والفارسية. ولد في مدينة أصفهان ونشأ بها وواصل دراساته الابتدائية والاعدادية والثانوية فيها. تخرّج من جامعة أصفهان بشهادة البكالوريوس ومن جامعة إعداد المدرّسین بالماجستير ومن جامعة طهران بالدکتوراه في اللغة العربية وآدابها . كما واصل دراساته الدينية الحوزوية عند علماء الشيعة في إيران ولبنان منهم عبد الله الجوادي الآملي وحسن حسن زاده الآملي ومحمد حسين فضل الله. سجن ثلاث مرات في أيام الدولة البهلوية وشارك في الحرب الإيرانية العراقية متطوعًا. ثم عمل في مجال التعليم، فعين عضوًا في هيئة التعليم في جامعة أصفهان في كلية اللغات، قسم اللغة العربية وآدابها. ينشد الشعر باللغتين العربية والفارسية وله دواوين ومؤلفات.

## سيرته
ولد محمد بن كريم/ عبد الكريم بن تقي بن كريم بن تقي بن إبراهيم بن يوسف الخاقاني الأصفهاني سنة 1958 في مدينة أصفهان بمحلة رهنان بـ«زاجان» ونشأ بها.  واصل دراساته الابتدائية والاعدادية والثانوية فيها. ثم دخل جامعة أصفهان لينال شهادة البكالوريوس منها بدرجة ممتاز. انتقل إلى طهران ودخل جامعة تربية مدرس لتكمل دراساته العليا، فنال شهادة الماجستير في اللغة العربية وآدابها سنة 1988. حاز على شهادة الدكتوراه من جامعة طهران سنة 1992. مع دراساته في الجامعة، لم يكن غافلًا عن دراستة الدينية وقد تتلمذ لدى أساتذة منهم فيروز حريرجي، وعبد الله الجوادي الآملي وحسن حسن زاده الآملي. وقد تعلم الدروس الحوزوية الدينية إضافة إلى دراساته الجامعية. درس الفقه الجعفري على محمد عبائي في قم، وخارج الفقه باب القضاء على محمد حسين فضل الله، والفسلفه عند وعبد الله الجوادي الآملي وحسن حسن زاده الآملي.
كان له نشاطات ضد الحكم البهلوي وسجن ثلاث مرات. كما كان في الجيش الإيراني أبان الحرب الإيرانية العراقية وشارك في جهبات الحرب متطوعًا ست مرات في عمليات دار خوين وفتح المبين وخيبر. 

درس كعضو لهيئة التعليم في جامعة أصفهان في كلية اللغات، قسم اللغة العربية وآدابها. فهو أستاذ في قسم اللغة العربية وآدابها في جامعة أصفهان، وقد ساهم في تأسيس جامعة آزاد الإسلامية في أصفهان وإدارتها لمدة 8 سنوات، وتأسيس كلية الآداب في جامعة شهر كُرد، وتأسيس مركز اللغات في جامعة أصفهان، وتأسيس وإدارة مركز اللغة الفارسية للناطقين بغيرها في جامعة أصفهان حاليا. وتولى رئاسة تحرير مجلة بحوث في اللغة العربية العلمية المحكّمة، وهو عضو هيئة التحرير في عدد من المجلات ومنها مجلة مركز إحياء التراث العلمي العربية بجامعة بغداد. 

أشرف علی عشرات من رسائل الدكتوراه والماجستير. وشارك في العديد من المؤتمرات العلمية في مختلف البلدان الأوروبية والآسيوية والإفريقية. وهو صاحب نظرية جديدة في علم الدلالة واللسانيات الإسلاميّة مسجّلة باسمه في إيران، وهو شاعر يكتب باللغتين العربية والفارسية، ونال شعره العربي جوائز في الكويت وإسبانيا، فيما نال شعره الفارسي جوائز في إيران.

## شعره
ينشد باللغتين العربية والفارسية وموضوعاته تشتمل الإلهيات والمدائح النبوية وأهل البيت والوجدانيات والاجتماعيات. وصف شعره كـ«مرأة صافية تعكس اعتقاداته وأفكاره وأحاسيسه وحتى أسلوبه في الحياة، إنه لا يعيش بمعزل عن أشعاره بل أن شعره ممزوج بما يعتقد به كل أديب.» ولا يكتفي في أشعاره بالموضوعات التقليدية فحسب.

## حياته الشخصية
متزوج وله ابن وابنة. 

## جوائزه
- فاز بالدرجة الأولى في مباراة الشعر بين أساتذة الجامعات الإيرانية لإنشاد القصيدة الألفية المسامة «صدى الوحي» (بالفارسية: پژواك وحي)، 2004
- فاز بجائزة المباراة الدولية عن القرآن الكريم عن ترجمته المنظومة لسور الجزء الثلاثين باسم «ترنّم وحي»
- فازت إحدى قصائده في المؤتمر الدولي عن ابن زيدون الأندلسي الذي أقيم في قرطبة، 4 أكتوبر 2004
- نال جائزة لاختياره من بين عشرة شعراء في مهرجان ربيع الشعر العربي الثاني الذي أقيم في الكويت، مارس 2006

## مؤلفاته
- بينات، 1996
- كيف نقهر الخوف، ترجمة إلى الفارسية
- جلوه هاي بلاغت در نهج البلاغة، بالفارسية
- المفردات الاجنبية في العربية والفارسية، 1998
- لغة الأعلام في الصحافة العربية والفارسية، 1997
- أمر بين الأمرين، ثنائيات الإنسان والكون، 1999
- أصول الإدارة العامة، ترجمة إلى العربية
- فرهنگ رسانة، بالفارسية
- نسبي گرايي در فيزيك وفلسفة، بالفارسية
- أصفهان في الماضي والحاضر والمستقبل، 2005
- راز آيينة، مجموعة أشعار عربية وفارسية، 2000
- پژواك وحي، بالفارسية
- أصفهون نصفي جهون، بالفارسية
- عروض الخليل بن أحمد الفراهيدي، 2007
- التطوّرات النّحوية في الّلغة العربية من البداية حتّى الآن
- اخلاق و فناوری. بالفارسیة
- البلاغة‌الجدیدة
- فنّ بیان؛ بلاغة‌ العصر الجدید. بالفارسیة
- نقد کتاب های عربی دوره راهنمایی، بالفارسیة
- نشانه شناسی و زبانشناسی اسلامی، بالفارسیة
- الألسنیة العربیة نشر دار جریر في الأردن
- تصنيف أصفهان الموضوعي للغة العربية وآدابها
- جلوه های بلاغی دعا در قرآن کریم، بالفارسیة
- فرایند درختی تمدّن بین الملل اسلامی، بالفارسیة